# 마산역 (김포)
마산(김포FC)역(Masan(Gimpo FC)Station, 麻山(金浦FC)驛)은 경기도 김포시 마산동에 위치한 김포 도시철도의 전철역이다. 가마지천 하저터널로 구래(리멤버피부과)역과 연결된다. 경상남도에 위치했던 옛 마산시와는 전혀 관계가 없다. 2022년 10월부터 3번출구 김포솔터축구장을 사용하고 있는 K리그2팀 김포 FC를 부역명으로 사용하고 있다.

## 역사
- 2016년 6월 20일: 마산역으로 역명 확정[1]
- 2019년 9월 28일 : 김포 도시철도 개통과 함께 영업 개시

## 역 구조
2면 2선 상대식 승강장이며, 승강장에 스크린도어가 설치되어 있다.
| 구래(리멤버피부과) ↑ |
| \| 상                |
| ↓ 장기               |

| 상행 | ● 김포 도시철도 | 양촌 방면     |
| 하행 | ● 김포 도시철도 | 김포공항 방면 |

## 역 주변
- 김포생활체육관
- 마산119 안전센터
- 솔터체육공원
- 김포솔터축구장 (프로축구 K리그2 김포 FC 홈구장)

## 인접한 역
| 김포 도시철도       | 김포 도시철도   | 김포 도시철도           |
| ------------------- | --------------- | ----------------------- |
| G101 구래 양촌 방면 | ● 김포 도시철도 | G103 장기 김포공항 방면 |